# FIFA-wereldbeker

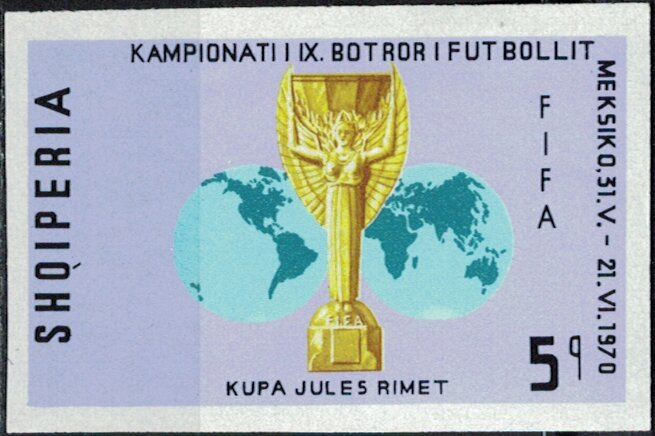
Jules Rimet-beker (afgebeeld op een Albanese postzegel uit 1970)

De FIFA-wereldbeker (met FIFA World Cup als Engelstalige superscriptie, voor landenteams in voetbal) is een gouden trofee die uitgereikt wordt aan het team dat het wereldkampioenschap voetbal (WK) wint.
Het WK wordt eenmaal in de vier jaar gehouden. Sinds het ontstaan van het WK voetbal zijn er twee trofeeën geweest voor de winnaar: de Jules Rimet-beker (1930-1970) en de FIFA-wereldbeker (1974-heden).

## Jules Rimet-beker
De Coupe Jules Rimet was de eerste trofee, uit 1930, voor de winnaar van het toernooi. Oorspronkelijk werd de beker ook Wereldbeker of Coupe du Monde genoemd. In 1946 werd deze trofee vernoemd naar FIFA-voorzitter Jules Rimet, die in 1929 het toernooi opzette. De beker is ontworpen door Abel Lafleur en gemaakt van zilver, met goud bekleed, op een achthoekige basis van de edelsteen lapis lazuli (donkerblauw met goudkleurige aders). De beker was 35 centimeter hoog en woog 3,8 kilogram. De beker zelf is tienzijdig, gedragen door een gevleugeld persoon die Nike voorstelde, de Griekse godin van de overwinning.
Tijdens de Tweede Wereldoorlog werd de beker bewaard door de Italiaan Ottorino Barassi, vicepresident van de FIFA. Hij had de beker verborgen in een schoenendoos onder zijn bed.
Vlak voor het wereldkampioenschap voetbal van 1966 in Engeland werd de beker gestolen uit een tentoonstelling in Westminster Central Hall. Zeven dagen later werd hij teruggevonden, gewikkeld in kranten aan de voet van een boom door een hond, Pickles genaamd, in Upper Norwood, Zuid-Londen.
Daarna liet de FIFA een replica maken, die het origineel verving na de officiële uitreiking. In 1997 werd de replica verkocht voor $425.015,-.
Brazilië won deze beker voor de derde keer in 1970 en mocht de trofee daarom houden, maar in 1983 werd de beker opnieuw gestolen in Rio de Janeiro. Deze beker werd nooit meer teruggevonden en waarschijnlijk omgesmolten. De Braziliaanse voetbalbond liet voor zichzelf een replica maken.

## FIFA-wereldbeker
De opvolger van de Coupe Jules Rimet is, sinds 1974, de FIFA-wereldbeker (FIFA World Cup Trophy). De trofee werd ontworpen door de Italiaan Silvio Gazzaniga en vervaardigd door Bertoni in Milaan. De beker is 36,5 centimeter hoog, en bevat 5 kilogram 18-karaats (75%) goud. De voet is 13 centimeter in diameter en bestaat uit twee lagen malachiet (lichtgroen mineraal met witte aders). Het totaalgewicht is 6,175 kilogram. 
Er zijn twee figuren die de wereldbol ophouden. De naam van het winnende land wordt gegraveerd op de onderzijde (in de voetplaat) en de winnaars zijn dus niet zichtbaar bij een gewone opstelling. Er is plaats voor winnaars tot en met ten minste het wereldkampioenschap van 2038. De beker zal eeuwig wisseltrofee blijven. Het winnende land mag de originele beker even vasthouden om deze na de finalewedstrijd te tonen aan het publiek en krijgt een replica ter waarde van €100.000,- mee naar huis. De originele beker blijft in het bezit van de FIFA en wordt bewaard in het hoofdkantoor van de FIFA in Zürich. Sinds 1974 is de beker twaalf keer uitgereikt.
In tegenstelling tot wat vaak (ook door de FIFA) wordt beweerd, is de beker niet van massief goud. Dit is niet mogelijk, aangezien de beker, vanwege het hoge soortelijk gewicht van goud, dan zeker 70 kg zou wegen.

## Winnaars

### Jules Rimet-beker
- Uruguay - 1930, 1950
- Italië - 1934, 1938
- West-Duitsland - 1954
- Brazilië - 1958, 1962, 1970
- Engeland - 1966

### FIFA-wereldbeker
- West-Duitsland - 1974, 1990
- Argentinië - 1978, 1986, 2022
- Italië - 1982, 2006
- Brazilië - 1994, 2002
- Frankrijk - 1998, 2018
- Spanje - 2010
- Duitsland - 2014